# Kim Geun-ho
Kim Geun-ho (* 5. Februar 1984 in Seoul) ist ein ehemaliger südkoreanischer Eishockeyspieler, der den Großteil seiner Karriere bei Anyang Halla in der Asia League Ice Hockey verbrachte und zuletzt bis 2018 beim Ligakonkurrenten Daemyung Killer Whales spielte.

## Karriere
Kim Geun-ho begann seine Karriere als Eishockeyspieler in der Mannschaft der Kyung Gi Highschool. Als 18-Jähriger wechselte er für vier Jahre zur Korea University, mit der er 2003 den südkoreanischen Eishockeypokal gewann. 2006 wurde er von Anyang Halla, einer der beiden südkoreanischen Mannschaften in der Asia League Ice Hockey, verpflichtet. Sowohl 2010 als auch 2011 konnte er mit seinem Team die Asia League gewinnen, hinzu kamen zwei weitere südkoreanische Pokalsiege in den Jahren 2009 und 2010. Nach sieben Jahren in Anyang kehrte er 2013 in den Amateurbereich zurück, wo er für die Invictus Blazers und die Waves spielte. Von 2016 bis 2018 nahm er mit den Daemyung Killer Whales wieder am Spielbetrieb der Asia League teil. Anschließend beendete er seine Karriere.

### International
Für Südkorea nahm Kim Geun-ho im Juniorenbereich an den U18-Weltmeisterschaften 2001 in der Asien-Ozeanien-Division und 2002 in der Division III sowie an den U20-Weltmeisterschaften 2003 in der Division III und 2004 in der Division II teil. Mit Ausnahme des letzten Jahres, als der Aufstieg in die Division I der U20-Weltmeisterschaften nur durch eine knappe 0:2-Niederlage gegen Großbritannien verpasst wurde, stieg Kim dabei mit seinen jeweiligen Mannschaften stets in die nächsthöhere Division auf.
Sein Debüt in der A-Nationalmannschaft des asiatischen Landes gab er bei der Herren-WM 2005 der Division II. Zu seinem nächsten Einsatz kam er aber erst vier Jahre später, als er mit fünf Toren und acht Vorlagen sowie der besten Plus/Minus-Bilanz des Turniers maßgeblich zum Aufstieg in die Division I beitrug. In der Folge spielte er mit den Ostasiaten bei den Titelkämpfen 2010, 2011 und 2012 in der Division I.
Bei den Winter-Asienspielen 2011 gewann er mit der südkoreanischen Mannschaft hinter Kasachstan und Japan die Bronzemedaille. Zudem vertrat er 2012 seine Farben bei der Olympiaqualifikation für die Winterspiele in Sotschi 2014.

## Erfolge und Auszeichnungen
- 2001 Aufstieg in die Division III bei der U18-Weltmeisterschaft der Asien-Ozeanien-Division
- 2002 Aufstieg in die Division II bei der U18-Weltmeisterschaft der Division III
- 2003 Südkoreanischer Pokalsieger mit der Korea University
- 2003 Aufstieg in die Division II bei der U20-Weltmeisterschaft der Division III
- 2009 Südkoreanischer Pokalsieger mit Anyang Halla
- 2009 Aufstieg in die Division I bei der Weltmeisterschaft der Division II, Gruppe B
- 2009 Beste Plus/Minus-Bilanz bei der Weltmeisterschaft der Division II, Gruppe B
- 2010 Gewinn der Asia League Ice Hockey mit Anyang Halla
- 2010 Südkoreanischer Pokalsieger mit Anyang Halla
- 2011 Gewinn der Asia League Ice Hockey mit Anyang Halla
- 2011 Bronzemedaille bei den Winter-Asienspielen 2011
- 2012 Aufstieg in die Division I, Gruppe A, bei der Weltmeisterschaft der Division I, Gruppe B

## Asia-League-Statistik
(Stand: Ende der Saison 2017/18)